# Hyrdedigtning
 Denne artikel bør gennemlæses af en person med fagkendskab for at sikre den faglige korrekthed.

Hyrdedigte er en af flere forskellige slags former for digtning under Barokkens litterære tid. På overfladen skildrer de en hyldest til den udkårne kvinde, men med en underspillet erotisk stemning, fortæller de om hyrdelegene der foregår i hoffets haver. Selve digtene virker umiddelbart uskyldsrene – behersket gennem et eksemplarisk formsprog – men i grunden skildrer de den erotiske lyst og dens iscenesættelse.
Den idylliske beskrivelser tager sin inspiration også fra den klassiske litteratur - Vergils Bucolica og, helt klassisk, oldtids-grækeren Theokrits hyrdedigte.
Barokken (1600-1730) er en stilperiode som, grundet enevældens og den katolske kirkes magtdemonstration, gør sig i overdrevne, effektjagende, pompøse udsmykninger og en iscenesat hofkultur. Man er kunstig, og man prøver ikke på at skjule det. Slottene og haverne er ligeså kunstigt opstillede, og i barokhaverne leger overklassen uskyldige hyrdinder og hyrder, som lader sig forføre. Naturen er ligeså iscenesat som selve legen. Havernes buske er klippede i former, springvand sender fine vandstråler og små stier der alle fører til regentens trone, former strukturen.
| Sprog og litteratur | Spire Denne artikel om litteratur er en spire som bør udbygges. Du er velkommen til at hjælpe Wikipedia ved at udvide den. |